# Меселька
Меселька (Месели) — река в России, протекает в Республике Башкортостан по территории Аургазинского и Стерлитамакского районов. Левый приток реки Куганак.

## География
Река Меселька берёт начало у села Манеево. Течёт на восток по открытой местности мимо ряда сёл и деревень. Пересекает автодорогу Р240 Уфа — Оренбург. Устье реки находится севернее села Большой Куганак в 9,5 км по левому берегу реки Куганак. Длина реки составляет 29 км, площадь водосборного бассейна 221 км². Высота устья — 117,2 м над уровнем моря.

## Данные водного реестра
По данным государственного водного реестра России относится к Камскому бассейновому округу, водохозяйственный участок реки — Белая от города Стерлитамак до водомерного поста у села Охлебино, без реки Сим, речной подбассейн реки — Белая. Речной бассейн реки — Кама.
Код объекта в государственном водном реестре — 10010200712111100018456.